# 雪子 (漫画家)
雪子（ゆきこ）は、日本の漫画家。女性。

## 経歴
2013年より、サークル『HappyYellowRabbit』で雪子、河合朗、はるかわ陽の3名で活動を開始。『HappyYellowRabbit』ではテーマを決めた百合アンソロジーを不定期に出版していた。
初めて出版した同人誌『ふたりべや』で連載デビュー。『月刊コミックバーズ』（幻冬舎）2014年9月号から開始し、2015年4月30日にウェブコミック配信サイト『デンシバーズ』の移籍を経て、2019年1月15日から『comicブースト』で連載中。
『灰羽妖郵便屋（仮）』が『まんがくらぶ』（竹書房）2016年1月号にゲスト掲載。2016年2月号、3月号には『鳩子のあやかし郵便屋さん。』とタイトルを変更し、2016年6月号から連載開始、2019年11月号に連載終了。
『百合ドリル』や『シロップ 百合アンソロジー』などのアンソロジーにも参加している。

## 作品

### 連載
- ふたりべや『月刊コミックバーズ』（幻冬舎） 2014年9月号 - 2015年5月号 →『デンシバーズ』→『comicブースト』、全10巻
- 鳩子のあやかし郵便屋さん。『まんがくらぶ』（竹書房） 2016年1月号 - 2016年3月号、2016年6月号 - 2019年11月号、全3巻

### 短編集
- おねだりしてみて（幻冬舎）〈バーズコミックス〉2016年12月24日発売
  - 同人誌、商業誌の短編、書き下ろしの作品をまとめた短編集[3]。

### 読切
- はっぴーすまいるぷろじぇくと『ALDONOAH.ZERO アンソロジーコミック 3』（芳文社）2015年
- 可愛いあの娘のお友達『まんがタイムきらら☆マギカ vol.22』（芳文社）2015年
- 魔法少女が将来なりたい職業第１位になりました。『まんがタイムきららフォワード 2015年12月号』（芳文社）2015年
- ドラゴンはハグが好き『小林さんちのメイドラゴン 公式アンソロジー 2』（双葉社）2017年
- みんなと王子様『A3! コミックアンソロジー』（一迅社）2017年
- うちのつーさん『まんがライフセレクション 動物のおしゃべり増刊号』（竹書房）2017年
- 冬日和『ヘタリア Axis Powers アンソロジー 1』（幻冬舎）2017年
- ストップ!そそぐちゃん『星色ガールドロップ コミックアンソロジー』（竹書房）2018年
- ありがとうの気持ち『小林さんちのメイドラゴン 公式アンソロジー 3』（双葉社）2018年
- 『百合ドリル』（KADOKAWA）2018年
- 『百合ドリル 難問編』（KADOKAWA）2019年
- 『百合ドリル 応用編』（KADOKAWA）2019年
- 鬼と山神『バニラ Vanilla 人外×人外百合アンソロジー』（KADOKAWA）2019年
- 午前1時のコインランドリー『シロップ 社会人百合アンソロジー』（双葉社）2019年
- 『百合ドリル 自由研究編』（KADOKAWA）2020年
- 蝶々の暇つぶし『主従百合アンソロジー Rhodanthe』（KADOKAWA）2020年
- バランスゲーム（原作：竹嶋えく、『ささやくように恋を唄う 公式コミックアンソロジー』2024年） - 『ささやくように恋を唄う』のアンソロジー寄稿作品。
- おおきいと大変だからね（『おっぱい百合アンソロジー 2』2025年） - アンソロジー寄稿作品。

### 挿絵
- 転生王女は今日も旗を叩き折る（著：ビス、アリアンローズ）、2015年 - 、既刊6巻
- 大預言者は前世から逃げる 〜三周目は公爵令嬢に転生したから、バラ色ライフを送りたい〜（著：寿利真、カドカワBOOKS）、2019年 - 、既刊3巻
- 女同士とかありえないでしょと言い張る女の子を、百日間で徹底的に落とす百合のお話（著：みかみてれん、GA文庫）、2020年 - 、既刊3巻
- 嫌われたいの 〜好色王の妃を全力で回避します〜（著：春野こもも、ツギクルブックス）、2020年 - 、既刊1巻
- ヒロイン？聖女？いいえ、オールワークスメイドです（誇）！（著：あてきち、TOブックス）、2020年 - 、既刊6巻
- ベタ惚れの婚約者が悪役令嬢にされそうなのでヒロイン側にはそれ相応の報いを受けてもらう（著：杓子ねこ、マッグガーデン・ノベルズ）、2020年 - 、既刊2巻